# مطار لندن بيغين هيل
مطار لندن بيغين هيل (بالإنجليزية: London Biggin Hill Airport)‏ (إياتا: BQH، إيكاو: EGKB) هو مطار للطيران العام التشغيلي في بيغين هيل في لندن بورو من بروملي. يقع على بعد 12 NM (22 كـم؛ 14 ميل) 12 ميل بحري (22 كم؛ 14 ميل) من جنوب شرق وسط لندن. وكان المطار في السابق تابعًا لقوات سلاح الجو الملكي في بيغين هيل، ولا تزال هناك منطقة صغيرة في المطار يحتفظ بها سلاح الجو الملكي.
اشتهر بيغين هيل بدورها خلال معركة بريطانيا في الحرب العالمية الثانية، عندما كانت بمثابة واحدة من القواعد الرئيسية التي تحوي طائرات مقاتلة تقوم بحماية لندن وجنوب شرق إنجلترا من هجمات قاذفات العدو. على مدار الحرب، زعم المقاتلون الموجودون في بيغين هيل باسقاط 1400 طائرة للعدو، على حساب أرواح 453 من أفراد الطاقم في بيغين هيل.

## في الثقافة الشعبية
ظهرت صورة أحد من ممرات المطار على الغلاف الخلفي لألبوم «بينك فلويد» عام 1969 «أوماغوما».
استخدم المطار في فيلم شيفرة دا فينشي (فيلم) (2006).

## مزيد من القراءة
- Bruce Barrymore Halpenny - Action Stations: Military Airfields of Greater London v. 8 ((ردمك 978-0-85059-585-7))